# Isla de Gatas
Isla de Gatas es una pequeña isla situada en el barrio de la Playa, en el municipio de Ponce, en el sur de Puerto Rico. Junto con Isla Cardona, Isla del Frío, Caja de Muertos, Morrillito y la Isla de Ratones, Isla de Gatas es una de las seis islas en el municipio de Ponce.
Aunque geográficamente se considera una isla aparte, Isla de Gatas está físicamente conectada a la isla de Puerto Rico, gracias a la construcción de un dique en la década de 1950. En este sentido, ahora es una parte más de la isla en el sentido más estricto.
Isla de Gatas se encuentra en las coordenadas 17°57′49″N 66°37′05″O / 17.96361, -66.61806 Está situada a 0,2 km al sur de la tierra firme de Puerto Rico, en la costa frente a Punta Peñoncillo, a 0,5 kilómetros al oeste de Punta Caranero al este.
Isla de Gatas tiene una elevación de 10 pies, y tiene una playa en el lado occidental.
En Isla de Gatas se encuentra el Club Náutico de Ponce, un complejo deportivo privado. Está situado cerca de La Guancha y al lado del Puerto de Ponce. 